# Chevresis-Monceau

Chevresis-Monceau este o comună în departamentul Aisne din nordul Franței. În 1 ianuarie 2022 avea o populație de 335 de locuitori.